# Musa as-Sadr

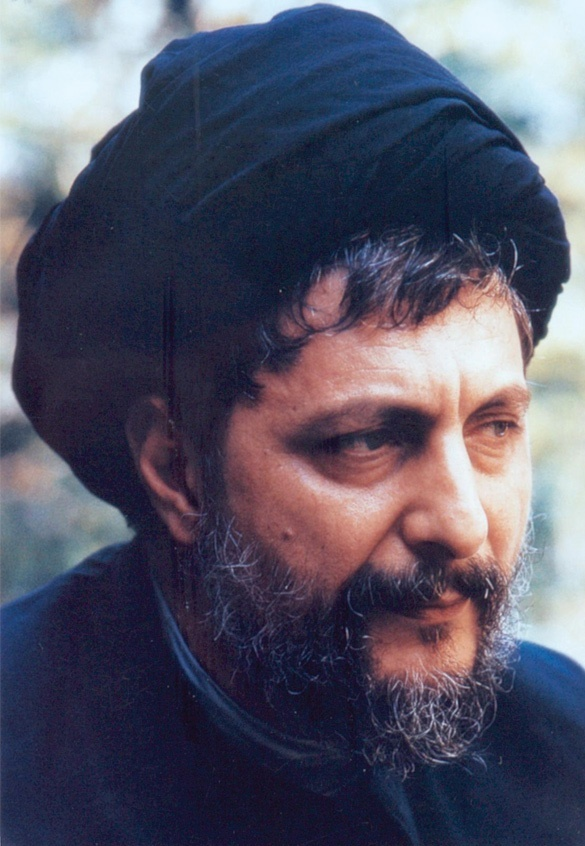
Musa as-Sadr

Sayyid Mūsā as-Sadr (arabisch موسى الصدر, DMG Mūsā aṣ-Ṣadr, persisch موسى صدر, DMG Mūsā Ṣadr; * 15. Mai 1928 in Ghom/Iran; † 1978?) war ein iranischstämmiger libanesischer Philosoph, prominenter Führer der Schiiten im Libanon und Gründer der Amal-Bewegung. Musa as-Sadr ist der Onkel von Sadegh Tabatabai. Er war Cousin des Großajatollahs Muhammad Baqir as-Sadr, der von Saddam Hussein hingerichtet wurde. Seine Nichte ist mit Mohammad Chatami, dem ehemaligen Präsidenten Irans verheiratet. Sadr verschwand 1978 unter bislang ungeklärten Umständen in Libyen.

## Leben
Nachdem Musa as-Sadr in seiner Heimatstadt die Grundschule besucht hatte, zog er nach Teheran, wo er den Grad des Gelehrten (faqih) erlangte. Danach kehrte er nach Ghom zurück, um dort in verschiedenen religiösen Instituten Islam zu lehren. Er veröffentlichte eine Zeitschrift namens „Schule des Islam“ (maktabi islam).

### Aktivitäten im Libanon

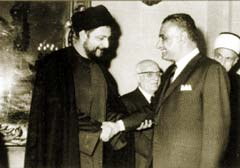
Musa as-Sadr (links) mit Ägyptens Präsident Nasser in den 1960ern

1957 besuchte Mūsā as-Sadr zum ersten Mal den Libanon, die Heimat seiner Vorfahren. Während seines Besuchs machte er einen sehr positiven Eindruck auf die libanesischen Schiiten, einschließlich seinen Verwandten Sayyid ʿAbd al-Husain Scharaf ad-Dīn, den religiösen Anführer der Schiiten in Tyros. Nach dem Tod von Scharaf ad-Dīn noch im selben Jahr wurde er eingeladen, die führende religiöse Autorität der Schiiten von Tyros zu werden. Anfangs schlug er diese Einladung aus, doch nachdem ihn sein Mentor Muhsind al-Hakīm zur Annahme gedrängt hatte, zog er 1960 nach Tyros um.
Musa as-Sadr war bei allen geistlichen und politischen Lagern hoch geachtet, besonders aber bei den Christen aufgrund seiner Offenheit ihnen gegenüber. 1960 gründete er zusammen mit dem katholischen Erzbischof Grégoire Haddad die „Soziale Bewegung“, nahm an einem islamisch-christlichen Dialog 1962 teil und hielt während der Osterfeierlichkeiten eine Rede in einer Kirche des Kapuzinerordens. Er erlernte viele Sprachen und war ein bekannter Intellektueller. Musa as-Sadr spielte eine überaus wichtige Rolle in der libanesischen Politik. Nachdem 1967 das libanesische Parlament ein Gesetz zur Schaffung eines Hohen Islamischen Schiitischen Rats (SISC) verabschiedet hatte, wurde Mūsā as-Sadr 1969 für eine Amtszeit von sechs Jahren zu dessen Vorsitzendem gewählt und erhielt daher von der Bevölkerung den Ehrentitel Imam.
In seiner Eigenschaft als Vorsitzender des SISC ernannte er im Juli 1973 einen Alawiten zum Mufti der Zwölfer-Schiiten für Tripoli und den Norden Libanons. Dabei war eine Gruppe von alawitischen Scheichs aus Syrien anwesend, dessen Staatsoberhaupt Hafiz al-Assad dieser Religionsgemeinschaft angehörte. As-Sadr und der von ihm ernannte Mufti bezeichneten in den folgenden Ansprachen die Alawiten ausdrücklich als Muslime und verschafften ihnen damit religiöse Anerkennung, die für die Assad-Familie wichtig war.
Sadrs Aktivitäten gewannen an nationaler Aufmerksamkeit, als er auf die Gefahr eines Angriffs Israels gegen den Süd-Libanon hinwies, dessen Bevölkerung zum größten Teil Schiiten waren. Um jedoch zu verhindern, dass dieser Kampf zu weiteren Spaltungen führte, richtete er 1971 ein Komitee ein, das alle südlibanesischen geistlichen Oberhäupter einschloss (sowohl Muslime als auch Christen), um politischen und sozialen Aktivitäten effektiver nachgehen zu können.
Während seiner Zeit im Libanon begann sich Mūsā as-Sadr zusätzlich zu den religiösen Themen auch für die Bedingungen des Lebens im Allgemeinen, insbesondere im sozialen Bereich, der armen Bevölkerung zu interessieren. Sadr gründete viele soziale Institutionen, Berufsschulen, Krankenhäuser und Zentren zur Bekämpfung des Analphabetentums. Am 17. März 1974, dem Arbaʿīn-Tag, gab er bei einer Versammlung in Baalbek, an der ungefähr 75.000 Menschen teilnahmen, die Gründung der „Bewegung der Entrechteten“ (ḥarakat al-maḥrūmīn) bekannt, deren Parole „kontinuierlicher Kampf bis es keine Entrechteten mehr im Libanon gibt“ war. Anfang 1975 wurde er für eine weitere Amtsperiode, die bis zu seinem 65. Lebensjahr angedauert hätte (bis zum 15. Mai 1993), wieder gewählt.

### Gründung der Amal-Bewegung
Nach Beginn des Libanesischen Bürgerkriegs gab Mūsā as-Sadr am 6. Juli 1975 auf einer Pressekonferenz die Existenz einer schiitischen Miliz bekannt. Diese sei nicht gegen libanesische Landsleute gerichtet oder als Mobilisierung der Schiiten für den Bürgerkrieg zu verstehen, sondern als Mittel der Selbstverteidigung der Bewohner der südlichen Grenzdörfer des Libanon gegen israelische Angriffe gedacht. Die Miliz erhielt den Namen Afwāǧ al-Muqāwama al-Lubnānīya („Bataillone des libanesischen Widerstands“) und wurde in der Folgezeit unter dessen Akronym AMAL (arabisch „Hoffnung“) bekannt.

## Verschwinden
Musa as-Sadr verschwand Ende August 1978 während einer Reise durch Libyen und wurde nie wieder gesehen. Er befand sich auf dem Weg mit zwei Begleitern zu einem Treffen mit Staatschef Muammar al-Gaddafi. Sadr war zu einem Geheimtreffen mit einem Gesandten von Mohammad Reza Schah Pahlavi verabredet. Das Treffen sollte zwischen dem 5. und 7. September 1978 in Deutschland stattfinden, doch Sadr erschien nicht. Am 11. September 1978 wurde im libanesischen Radio die Nachricht verbreitet, dass „Sadr in der libyschen Hauptstadt Tripolis gekidnappt worden sei“. Der libanesische Präsident Elias Sarkis entsandte Ermittler nach Tripolis, Rom und Paris, wohin Sadrs Frau mit ihren Kindern vor dem Bürgerkrieg geflüchtet war. Interpol gab eine Suchmeldung heraus. Mohammad Reza Schah Pahlavi entsandte Ali Kani, den Jugendfreund Sadrs, nach Jordanien, Saudi-Arabien und Ägypten, um Näheres über den Verbleib Sadrs zu erfahren. Der ägyptische Präsident Sadat berichtete Kani, dass Muammar al-Gaddafi Sadr habe ermorden lassen. Diese Information seines Geheimdienstes sei ihm vom Chef des britischen Geheimdienstes MI6 bestätigt worden. Angeblich sei die Leiche Sadrs in einer mit Beton versiegelten Kiste mit einem Helikopter ins Mittelmeer geworfen worden.
Die libysche Regierung bestritt alle Vorwürfe, am Tod Sadrs beteiligt gewesen zu sein. Gaddafis Stellvertreter Abd as-Salam Dschallud erklärte im April 1979 bei einem Besuch in Teheran, Musa as-Sadr sei in Italien verschwunden.
Auf Wunsch von Sadegh Tabatabai erkundigte sich der deutsche Außenminister Hans-Dietrich Genscher am 5. November 1980 beim Leiter des libyschen Auslandsgeheimdienstes Belgassem nach dem Verbleib Musa as Sadrs. Belgassem berichtete von einer von ihm initiierten Untersuchung. Musa as-Sadr habe am 31. August 1978 Libyen verlassen; er solle mit zwei Begleitern auf dem Flugplatz in Rom angekommen und dann verschwunden sein. Der deutsche Botschafter in Rom, Arnold, berichtete am 28. November 1980, dass die italienischen Behörden bereits 1978 zum Schluss gekommen seien, dass es keinerlei Beweise für die Ankunft Musa as-Sadrs in Rom gebe. Es sei zwar ein „Musa as-Sadr“ im Holiday Inn am Parco dei Medici eingecheckt, jedoch sei dieser von „kleiner Statur gewesen, habe einen riesigen Vollbart getragen und habe in der lateinischen Handschrift Klein- mit Großbuchstaben verwechselt“. Sadr indes sprach sehr gut Englisch und Französisch, war 1,90 und trug einen gestutzten Bart. Die italienische Regierung gehe vielmehr von einer libyschen Täterschaft aus: „Musa as-Sadr habe jahrelang für die Schiiten im Libanon Unterstützung aus Libyen bezogen. Die schiitische Volksgruppe habe sich aber im libanesischen Bürgerkrieg auf die Seite der Maroniten geschlagen... Von seiten der libyschen Geldgeber sei dieses Verhalten der Schiiten aber als ein Verrat an der muslimischen Sache betrachtet worden.“
1979 setzte sich der iranische Präsident Abolhassan Banisadr mit dem Führer der PLO Jassir Arafat in Verbindung, um den Verbleib Sadrs zu klären. Arafat berichtete Banisadr von einem Gespräch mit Gaddafi, in dem der den Tod Sadrs als Missverständnis dargestellt hatte. Sadr habe sich bei dem Treffen mit ihm, Gaddafi, sehr erregt, sei aufgestanden und habe den Raum verlassen. Gaddafi befahl seinen Sicherheitsoffizieren Sadr aufzuhalten und zu beruhigen. Diesen Befehl hätten seine Sicherheitsoffiziere missverstanden und geglaubt, sie sollten Sadr töten. Der Tod Sadrs sei ein schreckliches Missverständnis gewesen, so Arafat.
Im Frühjahr 1979 erfuhr die CIA von palästinensischen Quellen, dass Gaddafi Ajatollah Mohammad Beheschti angerufen habe, um nachzufragen, was er mit „seinem Gast“ tun solle. Beheschti meinte, dass Sadr für Chomeini eine Bedrohung sei. Daraufhin seien Sadr und seine zwei Begleiter erschossen und in der Wüste verscharrt worden.
Im August 2011 verlangten Sadrs Familie, das iranische Parlament sowie die Führungen von Amal und Hisbollah von den libyschen Rebellen offiziell eine Untersuchung von as-Sadrs Verbleib.
Ahmed Ramadan, der sich selbst als Vertrauter Gaddafis ausgab, behauptete, dass Musa as-Sadr nach einem Gespräch mit Gaddafi getötet worden sei. Ein Flug nach Italien hätte nie stattgefunden und wäre als Desinformation erfunden worden. Demgegenüber berichtete die libysche Tageszeitung al-Liwaa unter Berufung auf Quellen aus dem nationalen Übergangsrat, dass Sadr erst 1998 in der Haft verstorben sei. Sein Leichnam sei erst kurz vor dem Zusammenbruch des Gaddafi-Regimes in einem Massengrab in der Nähe von Tripolis bestattet worden. Bis Oktober 2012 hatten die Bemühungen, as-Sadrs Verbleib aufzuklären, keinen durchschlagenden Erfolg; der DNA-Test eines angeblichen Leichnams verlief negativ.
Im Jahr 2013 erklärte der neu gewählte iranische Präsident Hassan Rouhani, dass er die Untersuchungen um den Verbleib Sadrs neu aufnehmen wolle. Durch den Bürgerkrieg in Libyen unterblieb dies. In der Literatur wird vermutet, dass man „die Erschütterungen von Nadschaf bis Qom gespürt“ hätte, wenn die Anhänger Sadrs erfahren hätten, dass ihr „geliebter verschwundener Imam“ sich mit dem Schah gegen Chomeini verbündet hatte, und dass der Gründer der Islamischen Republik ein Mordkomplize und Mitschuldiger am Tod Sadrs war.
Hannibal al-Gaddafi, ein Sohn Muammar Gaddafis, wurde am 11. Dezember 2015 aus Syrien in den Libanon entführt, um damit eine Aufklärung über den Verbleib Sadrs zu erpressen. Er kam kurz darauf wieder frei, jedoch erließ ein Richter wenige Tage später Haftbefehl wegen des Vorwurfs, Hannibal Gaddafi, dessen Ehefrau Libanesin ist und der 3 Jahre alt war, als Sadr verschwand, würde Informationen über den Fall Sadr zurückhalten. Seitdem sitzt er in Beirut in Haft (Stand Juni 2023).